# Japan Transocean Air
Japan Transocean Air Co., Ltd. (日本トランスオーシャン航空株式会社 Nippon Toransuōshan Kōkū Kabushiki-gaisha?), o JTA, es una aerolínea con base en Naha, Prefectura de Okinawa, Japón. Efectúa vuelos de cabotaje. Su principal base de operaciones es el Aeropuerto de Naha.

## Historia
La aerolínea fue fundada el 20 de junio de 1967 como Southwest Air Lines (南西航空/Nansei Kōkū), y comenzó a operar en julio de 1967. Cambió su nombre en 1993. Tiene 754 empleados (en marzo de 2007) y es propiedad de Japan Airlines (51.1%), Terminal del aeropuerto de Naha (17%), Prefectura de Okinawa (12.9%) y otros (19.1%)
Operó con aviones Convair 240 hasta que la inversión de JAL permitió mejorar a los NAMC YS-11, y ocasionalmente Boeing 737. JTA utilizaba los aviones de JAL en caso de fallar algunos de los suyos. JTA también proporciona labores de mantenimiento a los Boeing 737-400 de JAL Group. JTA posee el 69.8% de Ryukyu Air Commuter. 

## Destinos

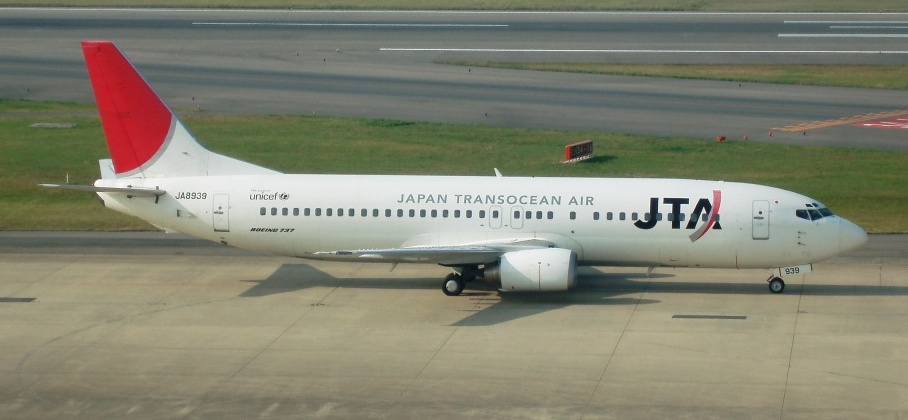
Boeing 737-4Q3de Japan Transocean Air.

### Honshū
- Región de Chūbu
  - Prefectura de Ishikawa
    - Komatsu (Aeropuerto de Komatsu)
    - Okayama (Aeropuerto de Okayama)
- Región de Kansai
  - Prefectura de Hyōgo: Aeropuerto Internacional de Osaka (parcialmente en la Prefectura de Osaka)
  - Prefectura de Osaka
    - Osaka
      - Aeropuerto Internacional de Kansai
      - Aeropuerto Internacional de Osaka (parcialmente en la Prefectura de Hyogo)
- Región de Kantō
  - Tokio
    - Ōta (Aeropuerto Internacional de Tokio)

### Kyūshū
- Prefectura de Fukuoka
  - Fukuoka (Aeropuerto de Fukuoka)
  - Kitakyūshū (Nuevo Aeropuerto de Kitakyushu)

### Islas Ryukyu
- Prefectura de Okinawa
  - Ishigaki (Aeropuerto de Ishigaki)
  - Kumejima (Aeropuerto de Kumejima)
  - Miyakojima en Miyako-jima (Aeropuerto de Miyako)
  - Naha en la Isla de Okinawa (Aeropuerto de Naha)
  - Yonaguni (Aeropuerto de Yonaguni)

### Shikoku
- Prefectura de Ehime
  - Matsuyama (Aeropuerto de Matsuyama)
- Prefectura de Kōchi
  - Kōchi (Aeropuerto de Kōchi Ryōma)

## Antiguos destinos
- Islas de Ryukyu
  - Prefectura de Okinawa
    - Shimojishima en Miyakojima (Aeropuerto de Shimojishima)[5]

## Flota

### Flota Actual

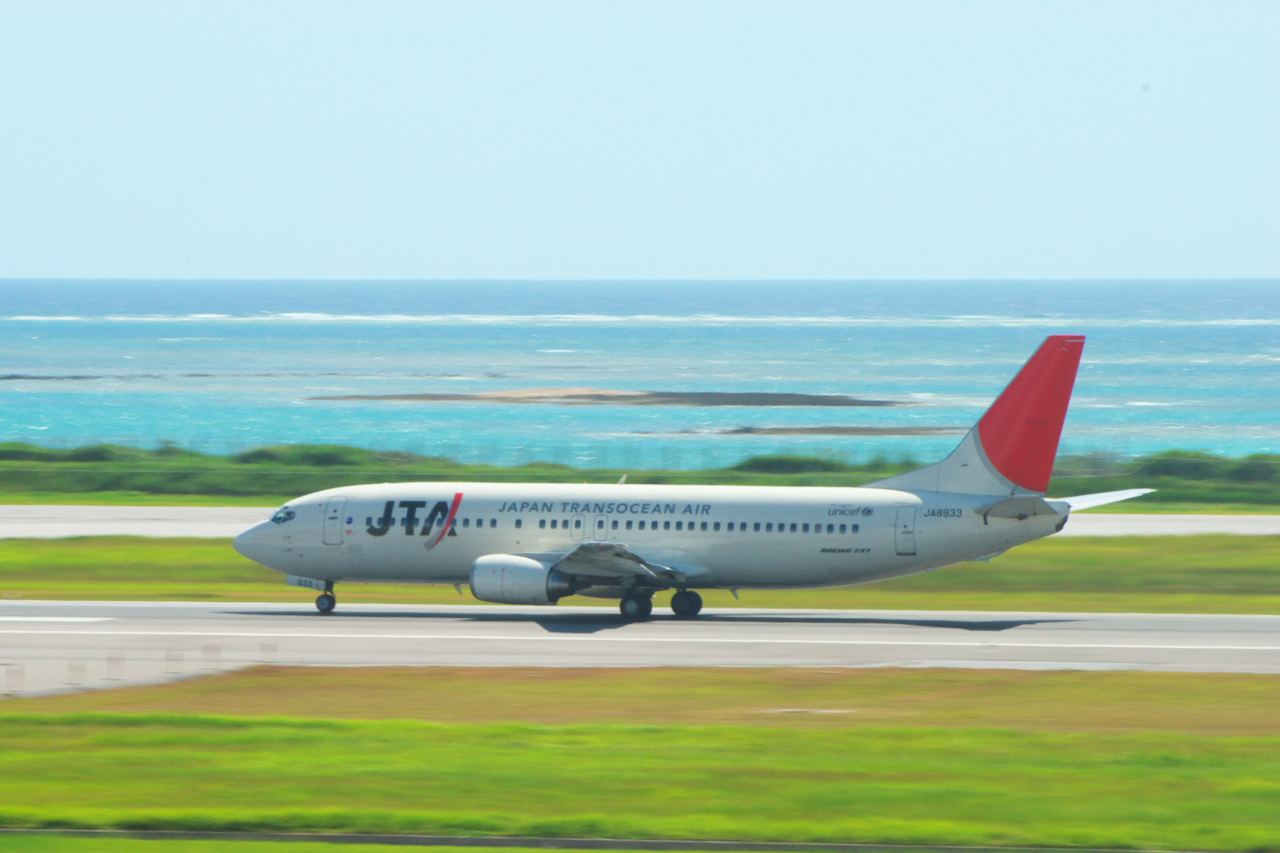
Boeing 737-429 de Japan Transocean Air.

En agosto de 2024 la flota de Japan Transocean Air incluye los siguientes aviones, con una edad media de 7,4 años:
| Boeing 737-800 | 14 | — | C20Y145 |  |  |  |
| Total          | 14 | — |         |  |  |  |